# Турская (Иркутская область)
Турская — деревня в Иркутском районе Иркутской области России. Входит в состав Оёкского муниципального образования. Находится примерно в 29 км к северу от районного центра.

## Население
По данным Всероссийской переписи, в 2010 году в деревне проживало 214 человек (98 мужчин и 116 женщин).
| 2002 | 2010 | 2011 | 2012 |
| ---- | ---- | ---- | ---- |
| 202  | ↗214 | ↗215 | ↗227 |